# Лефевр, Гюстав (музыкант)
Виктор Гюстав Лефевр (фр. Victor-Gustave Lefèvre; 2 июня 1831, Провен — 17 марта 1910, Булонь-Бийянкур) — французский композитор и музыкальный педагог.
Окончил парижский Коллеж Сен-Барб, затем недолгое время учился в Парижской консерватории у Микеле Карафа (композиция) и Ипполита Коле (гармония), но в наибольшей степени посвятил себя изучению гармонии под руководством Пьера Мальдана.
В 1865 году женился на дочери незадолго перед тем умершего Луи Нидермейера, одновременно возглавив и основанную им Школу религиозной музыки, где был, наряду с Эженом Жигу, основным преподавателем; в числе его учеников был Леон Боэльман, женившийся, в свою очередь, на дочери Лефевра. За первые десять лет работы Лефевра, как сообщает Франсуа Жозеф Фети, школа выпустила 80 первоклассных церковных органистов и хормейстеров, востребованных по всей Франции. В 1872 году основал связанное со Школой концертное общество, на протяжении десятилетия с лишним остававшееся главным во Франции центром исполнения музыки эпохи Возрождения, хотя и не получавшее достаточного внимания прессы. В 1889 году Лефевр опубликовал руководство по гармонии, «одновременно краткое и полное, интересное для чтения и лёгкое для понимания», суммировавшее многолетний опыт преподавания этой дисциплины в Школе Нидермейера и основанное на гибком, охватывающем как классический, так и ренессансный материал подходе Мальдана; лефевровское понимание гармонии повлияло на Габриэля Форе. Его руководство по контрапункту осталось ненапечатанным.
Среди музыкальных произведений Лефевра — опера «Вендетта» (1877), представленная частным образом в концертном исполнении (с участием известных певцов Луизы де Мирамон, Эжени Шово, Анри Вюрдера, аккомпанировал на фортепиано Александр Жорж) и вызвавшая одобрительный отзыв критики, но не увидевшая сцены, а также две симфонии (1851, 1856), несколько струнных квартетов, музыка к трагедии Шекспира «Ромео и Джульетта» (1861), мессы, хоры, романсы (в том числе на слова Антони Дешана). Лефевр также опубликовал серию редукций опер Никколо Пиччинни и Антонио Сальери для голосов в сопровождении фортепиано.
На Всемирной выставке 1900 года в Париже был удостоен золотой медали за многолетнюю музыкально-педагогическую деятельность (вместе с Изидором Филиппом и Полем Луи Руньоном).
Брат — художник Эдуар Лефевр (1842—1923).